# 박경귀
박경귀(朴慶貴, 1960년 4월 3일~)는 대한민국의 정치인이다. 제8대 충청남도 아산시장(2022. 7.~2024. 10.)을 지냈다.

## 학력
- 음봉국민학교 졸업
- 음봉중학교 졸업
- 온양고등학교 졸업
- 연세대학교 행정학 학사
- 연세대학교 대학원 행정학 석사
- 인하대학교 대학원 행정학 박사

## 경력
- 2002. 8.~2015 한국정책평가연구원장
- 2005~2015 국방부 자체평가위원회 위원
- 2005~2011 인천광역시시설관리공단 이사
- 2011~2013 국토해양부 자체평가위원회 위원
- 2011~2013 한국정책학회 국방안보정책분과연구회장
- 2012 국무총리실 정부업무평가 전문위원
- 2012~2015 경찰청 성과평가위원회 위원
- 2013 국방부 책임운영기관 종합평가단장
- 2013 서울시 투자출연기관 경영평가단장
- 2014 행정자치부 지방공기업혁신단장
- 2015. 7. 제17기 민주평화통일자문회의 자문위원
- 2015. 9.~2017. 6. 대통령소속 국민대통합위원회 국민통합기획단장
- 2017. 7. 아산참여자치연구원장
- 2017. 7. 한국정책평가연구원 원장
- 2019. 1.~2022. 5. 자유한국당·미래통합당·국민의힘 아산시 을 당협위원장
- 2022. 4.~2022. 5. 제20대 대통령직인수위원회 자문위원
- 2022. 6. 1. 제8회 전국동시지방선거 당선(충청남도 아산시장, 국민의힘, 초선)[1][2]
- 2022. 7. 1.~2024. 10. 8. 제8대 충청남도 아산시장[3]

## 역대 선거 결과
|  | 40.28% |

|  | 50.56% |